# 2019 في الصومال
فيما يلي قائمة بأحداث العام 2019 في الصومال:

## السياسة
- الرئيس: محمد عبدالله فرماجو (منذ 16 فبراير 2017)
- رئيس الوزراء: حسن علي خيري (منذ 1 مارس 2017)

## الأحداث
- الحرب في الصومال (2009-الآن)

### فبراير
- 4 فبراير – تفجير استهدف مركزا تجاريا في العاصمة الصومالية مقديشو أسفر عن مقتل 11 شخصًا [1]
- 7 فبراير – انطلاق دوري الدرجة الأولى الصومالي لكرة القدم[2]
- 23 فبراير – قتل اثنان من مقاتلي حركة الشباب ومدنيان في غارة جوية نفذتها قيادة القوات الأمريكية في أفريقيا أفريكوم بالقرب من كونيو برّو.[3]
- 28 فبراير – تفجير قرب فندق مكة المكرمة في مقديشو أسفر عن مقتل أكثر من 30 شخصا.

### يوليو
- 12 يوليو – هجوم فندق في كيسمايو أسفر عن مقتل مدنين بينهم الصحفية الصومالية هودان نالاياه
- 24 يوليو – تفجير مكتب بلدية العاصمة مقديشو أودى بحياةسبعة أشخاص بينهم العمدة عبد الرحمن عمر عثمان.

### أغسطس
- 19 – 31 أغسطس – مشاركة الصومال في دورة الألعاب الإفريقية

### ديسمبر
- 7 ديسمبر – إعصار باوان يصل إلى اليابسة في بوصاصو [4]
- 28 ديسمبر – أسفر تفجير في نقطة تفتيش تابعة للشرطة في منطقة "إكس كنترولأفجوي" في مقديشو عن مقتل 85 شخصًا[5]

## وفيات
- 12 يوليو – هودن ناليي (مواليد 1969) صحفية صومالية قضت في هجوم استهدف فندقا في كسمايو [6]
- 1 أغسطس – عبد الرحمن عمر عثمان (مواليد 1965) وزير التجارة والصناعة (2015-2017) ورئيس بلدية مقديشو (منذ 2018) توفي في تفجير في مقر البلدية [7]
- 20 نوفمبر – إطلاق النار على ألماس إلمان الناشطة في مجال السلام وحقوق الإنسان[8]